# La Ceiba, Mapastepec
La Ceiba är en ort i Mexiko.   Den ligger i kommunen Mapastepec och delstaten Chiapas, i den sydöstra delen av landet, 800 km sydost om huvudstaden Mexico City. La Ceiba ligger 211 meter över havet och antalet invånare är 202.
Terrängen runt La Ceiba är varierad. Runt La Ceiba är det ganska tätbefolkat, med 60 invånare per kvadratkilometer. Närmaste större samhälle är Mapastepec, 8,5 km väster om La Ceiba. I omgivningarna runt La Ceiba växer i huvudsak städsegrön lövskog.